# Hieronymus Gemusaeus
Hieronymus Gemusaeus (auch Hieronymus Gemuseus oder Hieronymus Gmües; * 1505 in Mülhausen; † 19. Januar 1544 in Basel) war ein Schweizer Mediziner und Humanist.

## Leben
Gemusaeus war der Sohn des Unterschultheissen und Krämers Klaus Gmües. Er absolvierte die Lateinschule von Schlettstadt und siedelte später nach Basel über. Dort wurde er 1522 an der Universität Basel immatrikuliert und ein Schüler Glareans. In Basel erlangte er zunächst 1524 den Grad eines Bakkalaureus Artium und 1525 eines Magisters Artium. Von 1526 bis 1529 begleitete er Pierre Mornieu, den Abt des Klosters Saint-Sulpice, auf dessen Reisen. Er bereiste Frankreich und Italien. Später widmete er sich medizinischen Studien.
Gemusaeus war 1532 und 1533 Professor für Rhetorik an der Universität Turin. Im Juni 1533 erfolgte dort seine Promotion zum Doktor der Medizin. In den Jahren 1534 und 1535 wirkte er als Professor für Logik und Rhetorik an der Medizinischen Fakultät in Turin, bevor 1536 der Lehrbetrieb in Turin eingestellt wurde.
Gemusaeus kehrte nach Basel zurück. An der dortigen Universität erhielt er 1537 eine Professur der Physik. Ausserdem übernahm er vorübergehend die Professur des Aristotelischen Organon.
Auf einer Gesandtschaftsreise in Oberitalien erkrankte er im Herbst 1543. Er erholte sich davon nicht mehr und starb kurz darauf in Basel. 
Gemusaeus erlangte insbesondere für seine Übersetzungen antiker Mediziner grössere Bekanntheit.

## Werke (Auswahl)
- In Libros Pauli Aeginetae omnes Annotationes, Basel 1543.

Übersetzungen
- Galenos: Galēnu Apanta = Galeni Pergameni Svmmi Semper Viri, Qviqve Primvs Artem Medicinae Vniversam, Apvd Priores Homines obscuram ... in perspicuam quandam & propriam expositionem traduxit, opera omnia: ad fidem complurium & perquam uetustorum exemplariorum ita emendata atq[ue] restituta, ut nunc primum nata, atque in lucem ædita, uideri possint, 5 Bände, Basel 1538.
- Theophrastos von Eresos: Opera, quae quidem ... restant, omnia: ... in unum ueluti corpus nunc primùm redacta, Oporinus, Basel 1541.
- Abulcasis: Methodvs Medendi Certa Clara Et Brevis, Basel 1541.
- Aristoteles: Aristotelis Stagiritae ... Opera, Qvae in Hvnc Usqve Diem Extant Omnia : Latinitate partim antea, partim nunc primum a viris doctissimis donata, & Graecum ad exemplar diligenter recognita, 3 Bände, Oporinus, Basel 1541.